# Priscilla Morris
Priscilla Morris (...) è una scrittrice britannica; il suo romanzo d'esordio, Le farfalle di Sarajevo, è stato selezionato come finalista del Women's Prize for Fiction 2023.

## Biografia
Figlia di madre bosniaca e di padre inglese, Morris ha conseguito un dottorato di ricerca in scrittura creativa presso l'Università dell'East Anglia e lavora come docente. Il suo romanzo d'esordio è ambientato durante l'assedio di Sarajevo ed è ispirato alle esperienze di Morris e della sua famiglia. Nel 2023 è stato selezionato per il Women's Prize for Fiction, l'Ondaatje Prize e l'Authors' Club Best First Novel Award.

## Opere
- Le farfalle di Sarajevo (Black Butterflies), Milano, Neri Pozza, 2023